# Les Animaux du monde
Les Animaux du monde est une émission télévisée consacré au monde des animaux, produite et réalisée par François de La Grange et diffusée sur la deuxième chaîne de l'ORTF puis sur TF1 du 20 janvier 1969 au 29 avril 1990.
L'émission, diffusée deux fois par mois sur la deuxième chaîne de l'ORTF, était présentée par François de La Grange, Marie-Josée Neuville ou Marlyse Lowenbach (sa femme), et commentée avec l'appui scientifique d'une équipe attitrée de spécialistes animaliers : Francis Petter, Sous-Directeur au Muséum, Pierre Pfeffer, Chargé de recherches au C.N.R.S., Antoine Reille, Maître assistant à la Faculté des sciences, et Michel Klein, vétérinaire.
À la mort de François de La Grange, survenue en 1976, Marlyse de la Grange poursuit la production de l'émission animalière avec Antoine Reille, à ses côtés, comme coproducteur.
L'émission est supprimée de la grille de TF1 le 29 avril 1990.

## Génériques
Il existe deux versions animées et musicales du premier générique réalisé entre 1969 et 1970.
La première comporte le morceau Soul Bossa Nova de Quincy Jones (cf. archives INA).
La deuxième comporte la musique (dite Le Lion et le chat) composée par Daniel Faure et Jean Musy et suivant un montage d'animations différent.
La troisième version animée date d'après la création de TF1, avec une musique inchangée (1976).
- Version audio longue [vidéo] « Visionner la vidéo », sur YouTube
- Version du générique sur la deuxième chaîne couleur de l'ORTF [vidéo] « Visionner la vidéo », sur YouTube
- Version du générique sur TF1
- Version du générique sur TF1 en 1989 [vidéo] Visionner la vidéo sur Dailymotion